# Circus (album van Britney Spears)
Circus is het zesde studioalbum van de Amerikaanse popzangeres Britney Spears. Het album werd aangekondigd door Jive op 15 september 2008 en werd op 28 november 2008 in de Verenigde Staten, op 29 november 2008 in het Verenigd Koninkrijk en op 30 november 2008 in de rest van Europa uitgebracht. De eerste single "Womanizer" kwam uit op 3 oktober.
Lady Gaga, Lil Jon, J.R. Rotem, Keri Hilson, Sean Garrett, Guy Sigsworth, Nate "Danja" Hills, Bloodshy & Avant, Max Martin, Dr. Luke, Rodney "Darkchild" Jerkins, Fernando Garibay en The Outsyders werkten allemaal met Spears mee aan het album.

## Geschiedenis
In mei 2008 werd aangekondigd dat Spears reeds was begonnen aan een nieuwe plaat. Later kondigde Spears' manager Larry Rudolph aan dat Spears de zomer zou doorbrengen in de studio, werkend aan een nieuw album.
Spears zelf zei in een interview met het Amerikaanse tijdschrift OK! magazine dat haar nieuwe album zou uitkomen binnen zes tot negen maanden. Spears zei tevens dat het album meer "urban" zou klinken, dat ze elke dag liedjes schreef aan de piano en dat het haar beste werk ooit was.
Shannon Holtsapffel, een danser uit de gelekte video van het nieuwe nummer "Mannequin", waarin Spears zelf danst, zei dat ze de cd pakte en in een kluis stopte zodra ze klaar waren met de repetities. Hij verklaarde zoiets nog niet eerder meegemaakt te hebben.
Het Amerikaanse blad Rolling Stone maakte bekend dat Spears al meer dan 30 liedjes had opgenomen en dat ze met haar muziek flink aan het experimenteren was.

## Promotie
Op 13 september 2008 berichtte de Daily Mirror dat Spears op oudejaarsavond zou optreden in het Palms Casino Resort in Las Vegas. MTV UK, MSNBC en Simon Cowell zelf bevestigden dat Spears aan het einde van het jaar zou optreden in het Britse televisietalentenjachtprogramma X Factor. Op 6 oktober kondigde Good Morning America-presentatrice Robin Roberts aan dat Spears in december met haar single Womanizer in het programma zou optreden. MTV zond op 30 november 2008 onder de titel For the Record een documentaire uit over de terugkeer van Spears in de muzikale schijnwerpers.

### Wereldtournee
Op 29 september kondigde Spears in een interview met radiozender Z100 aan dat ze op een wereldtournee zou gaan. Spears ondertekende een contract met AEG om de tournee te produceren. Ook werd bekend dat Jamie King was ingehuurd om de tournee te regisseren. De tournee zou in de lente van 2009 van start gaan.

## Tracklist
| Nr. | Titel              | Schrijvers                                                                 | Producenten                           | Tijd |
| --- | ------------------ | -------------------------------------------------------------------------- | ------------------------------------- | ---- |
| 1.  | "Womanizer"        | Nikesha Briscoe, Rapheal Akinyemi                                          | The Outsyders                         | 3:43 |
| 2.  | "Circus"           | Claude Kelly, Lukasz Gottwald, Benjamin Levi                               | Dr. Luke & Benny Blanco               | 3:12 |
| 3.  | "Out from Under"   | Arnthor Birgisson, Wayne Hector, Shelly Peiken                             | Guy Sigsworth                         | 3:54 |
| 4.  | "Kill the Lights"  | Marcella Araica, Luke Boyd, Nathaniel Hills, James Washington              | Danja & Jim Beanz                     | 3:59 |
| 5.  | "Shattered Glass"  | Claude Kelly, Lukasz Gottwald, Benjamin Levin                              | Benny Blanco, Dr. Luke & Claude Kelly | 2:53 |
| 6.  | "If U Seek Amy"    | Savan Kotecha, Alexander Kronlund, Max Martin and Shellback                | Max Martin                            | 3:37 |
| 7.  | "Unusual You"      | Henrik Jonback, Christian Karlsson, Kasia Livingston, Pontus Winnberg      | Bloodshy & Avant                      | 4:23 |
| 8.  | "Blur"             | Marcella Araica, Stacy Barthe, Nathaniel Hills                             | Danja                                 | 3:09 |
| 9.  | "Mmm Papi"         | Britney Spears, Adrien Gough, Nicole Morier, Peter-John Keer, Henry Walter | Let's Go To War & Nicole Morier       | 3:22 |
| 10. | "Mannequin"        | Britney Spears, James Fauntleroy II, Rob Knox, Harvey Mason, Jr.           | Rob Knox & Harvey Mason, Jr.          | 4:06 |
| 11. | "Lace and Leather" | Lukasz Gottwald, Benjamin Levin, Ronnie Jackson and Frankie Storm          | Benny Blanco, Dr. Luke & Claude Kelly | 2:48 |
| 12. | "My Baby"          | Spears, Sigsworth                                                          | Guy Sigsworth                         | 3:20 |

### Bonustracks
| Nr. | Titel                                                                           | Schrijvers | Producenten                  | Tijd |
| --- | ------------------------------------------------------------------------------- | --- | ---------------------------- | ---- |
| 13. | "Radar"                                                                         | Christian Karlsson, Pontus Winnberg, Henrik Jonback, Balewa Muhammad, Candice Nelson, Ezekiel "Zeke" Lewis, Patrick Smith | Bloodshy & Avant, The Clutch | 3:49 |
| 14. | "Rock Me In" (Europa & Deluxe Edition bonustrack)                               | Spears, Nicole Morier | Nicole Morier                | 3:17 |
| 15. | "Phonography" (Europa & Deluxe Edition bonustrack)                              | | Bloodshy & Avant, The Clutch | 3:35 |
| 16. | "Amnesia" (Japanse bonustrack)                                                  | | Fernando Garibay             | 3:57 |
| 17. | "Trouble" (iTunes Pre-oder bonustrack)                                          | | Bloodshy & Avant, The Clutch | 3:35 |
| 18. | "Rock Boy" (Musicload.de, 7digital UK, Bazuca & Mimix Chile digital bonustrack) | | Tina Parol, Danja            | 3:22 |

## Hitnotering
| Circus in de Nederlandse Album Top 100 - binnen: 6 december 2008 | Circus in de Nederlandse Album Top 100 - binnen: 6 december 2008 | Circus in de Nederlandse Album Top 100 - binnen: 6 december 2008 | Circus in de Nederlandse Album Top 100 - binnen: 6 december 2008 | Circus in de Nederlandse Album Top 100 - binnen: 6 december 2008 | Circus in de Nederlandse Album Top 100 - binnen: 6 december 2008 | Circus in de Nederlandse Album Top 100 - binnen: 6 december 2008 | Circus in de Nederlandse Album Top 100 - binnen: 6 december 2008 | Circus in de Nederlandse Album Top 100 - binnen: 6 december 2008 | Circus in de Nederlandse Album Top 100 - binnen: 6 december 2008 | Circus in de Nederlandse Album Top 100 - binnen: 6 december 2008 | Circus in de Nederlandse Album Top 100 - binnen: 6 december 2008 | Circus in de Nederlandse Album Top 100 - binnen: 6 december 2008 | Circus in de Nederlandse Album Top 100 - binnen: 6 december 2008 |
| Week                                                             | 1                                                                | 2                                                                | 3                                                                | 4                                                                | 5                                                                | 6                                                                | 7                                                                | 8                                                                | 9                                                                | 10                                                               | 11                                                               | 12                                                               |                                                                  |
| ---------------------------------------------------------------- | ---------------------------------------------------------------- | ---------------------------------------------------------------- | ---------------------------------------------------------------- | ---------------------------------------------------------------- | ---------------------------------------------------------------- | ---------------------------------------------------------------- | ---------------------------------------------------------------- | ---------------------------------------------------------------- | ---------------------------------------------------------------- | ---------------------------------------------------------------- | ---------------------------------------------------------------- | ---------------------------------------------------------------- | ---------------------------------------------------------------- |
| Nummer                                                           | 10                                                               | 15                                                               | 26                                                               | 35                                                               | 37                                                               | 28                                                               | 42                                                               | 48                                                               | 64                                                               | 62                                                               | 89                                                               | 79                                                               | uit                                                              |

### Succes in Nederland
| Single met eventuele hitnotering(en) in de Nederlandse Top 40 | Datum van verschijnen | Datum van binnenkomst | Hoogste positie | Aantal weken | Opmerkingen |
| ------------------------------------------------------------- | --------------------- | --------------------- | --------------- | ------------ | ----------- |
| Womanizer                                                     | 26-09-2008            | 29-11-2008            | 21              | 4            |             |
| Circus                                                        | 02-12-2008            | 17-01-2009            | 24              | 9            |             |
| If U Seek Amy                                                 | 12-03-2009            | 28-03-2009            | tip2            | -            |             |